# Piotr Małachowski
Piotr Małachowski (Żuromin, 7 giugno 1983) è un discobolo polacco.
Ha un primato personale di 71,84 metri, la quinta miglior misura di tutti i tempi che corrisponde anche al record nazionale polacco. In carriera ha vinto un argento alle olimpiadi di Pechino 2008 e uno a quelle di Rio 2016, due argenti mondiali rispettivamente a Berlino 2009 e Mosca 2013 ed è stato detentore del titolo europeo due volte: nell'edizione di Barcellona 2010 ed Amsterdam 2016. Nel 2010 e nel 2014 ha conquistato la vittoria complessiva della Diamond League nel lancio del disco.
Dopo aver prestato il servizio militare obbligatorio dal 2004 al 2005, dal 2005 entra ufficialmente nell'esercito nazionale polacco nel quale è attualmente caporale del secondo battaglione del distretto militare della Slesia.

## Biografia

### La carriera giovanile (1999-2005)
Inizia a praticare sport presso la scuola di Ciechanów seguito dall'insegnante Witolda Suskiego.
Nel 1999, conclude al decimo posto ai campionati nazionali polacchi nella categoria cadetti.
Debutta a livello internazionale nel 2001 concludendo quinto ai campionati europei juniores di Grosseto con un lancio a 52,37 m.
L'anno successivo ha partecipato ai campionati mondiali juniores di Kingston finendo sesto con 60,46 metri.
Nel novembre 2004 ha iniziato il servizio militare nel distretto militare della Slesia.
Nel 2005 ha vinto la medaglia d'argento ai campionati europei under 23 grazie ad un lancio a 63,99 metri, alle spalle del solo Robert Harting.

### L'affermazione internazionale (2006-2007)
All'inizio del 2006 vince per la prima volta la Coppa Europa invernale di lanci a Tel Aviv con un lancio a 65,01 metri battendo nell'occasione anche l'estone Gerd Kanter.
Successivamente prende parte alla Coppa Europa a Malaga come rappresentante della Polonia dove riesce a conquistare la vittoria lanciando fino alla misura di 66,21 metri, nuovo record polacco.
Ai Campionati europei di Göteborg 2006 riesce a qualificarsi per la finale fermandosi poi al sesto posto.
Il 17 marzo 2007 conclude secondo in Coppa Europa invernale di lanci a Jalta con un lancio a 65,05 metri.
Più tardi prende parte per la seconda volta alla Coppa Europa, questa volta a Monaco di Baviera, dove vince ancora lanciando a 66,09 metri.
Nel mese di agosto partecipa ai Campionati del mondo di Osaka. In questa manifestazione, dopo essersi qualificato per la finale, ha concluso dodicesimo.
Dopo il terzo posto alla IAAF World Athletics Final, il 16 ottobre, vince l'oro ai giochi militari mondiali siglando il record della manifestazione a 65,87 metri.

### I successi (2008-2010)
Nel 2008, dopo aver vinto il suo quarto titolo nazionale consecutivo nel lancio del disco, ha concluso terzo in Coppa Europa.
Durante la stagione, dopo aver raggiunto buoni risultati portando il record nazionale polacco fino alla misura di 68,65 metri, giunge alle Olimpiadi di Pechino come uno dei favoriti alla vittoria della medaglia.
Nel corso della manifestazione riesce a conquistare la medaglia d'argento dietro solo all'estone Gerd Kanter.
Sul finire della stagione conclude secondo alla IAAF World Athletics Final.
Il 23 maggio 2009 ad Halle, migliora ulteriormente il suo record nazionale di altri 10 centimetri portandolo a 68,75. A maggio si infortuna al dito indice della mano destra.
Nonostante l'infortunio, il 9 giugno, vince la medaglia d'oro ai campionati mondiali militari di Sofia.
Poco dopo, con il risultato di 66,24, vince la prima edizione del Campionato europeo per nazioni.
Ai Campionati del mondo di Berlino 2009 raggiunge il secondo posto superando più volte il record nazionale polacco e perdendo il titolo solo all'ultimo turno quando il tedesco Robert Harting lanciò fino alla misura di 69,43 metri, il suo nuovo primato personale.
Alla fine della stagione conclude ancora terzo alla IAAF World Athletics Final.
Conclusa la stagione agonistica decide di sottoporsi ad un intervento chirurgico per risolvere i problemi al dito indice.
Durante la stagione 2010, riesce a conquistare varie vittorie in meeting internazionali come all'Aviva British Grand Prix di Gateshead dove ha sfiorato il limite dei 70 metri con un lancio a 69,83 metri.
Giunto ai Campionati europei di Barcellona come uno dei favoriti ha vinto la competizione con un lancio a 68,87 metri battendo il rivale tedesco Robert Harting.
Grazie ai successi ottenuti durante la stagione nei meeting della Diamond League, ne ha conquistato la vittoria complessiva nella specialità del lancio del disco.
Alla fine di settembre, ha subito intervento chirurgico per curare un'ernia.

### I problemi fisici e le Olimpiadi di Londra (2011-2012)
Durante un 2011 con alti e bassi a causa di alcuni problemi fisici prende comunque parte ai Campionati del mondo di Taegu.
Dopo essersi qualificato per la finale non è riuscito però ad andare oltre alla nona posizione.
Conclusa la stagione decide di sottoporsi ad un intervento chirurgico per risolvere alcuni problemi al ginocchio sinistro che gli provocavano forti dolori fin dal mese di maggio. Terminato l'intervento con successo, ha dovuto seguire una riabilitazione di tre settimane.
Nel 2012 ha preso parte ai Giochi olimpici di Londra 2012 dove ha concluso la gara in quinta posizione con un lancio a 67,19 metri.

### Oltre i 70 metri (2013)
Inizia la stagione 2013 con la vittoria della prima tappa della Diamond League a Shanghai seguito poi dal secondo posto nella tappa successiva a Eugene.
L'8 giugno raggiunge l'apice della sua carriera durante gli FBK-Games ad Hengelo nei Paesi Bassi.
Dopo aver aperto la gara con un lancio a 65,53 m, al quarto tentativo incrementa la sua prestazione fino a 67,73 m,, ma è nel turno successivo che riesce a superarsi lanciando fino alla misura di 71,84 metri.
Grazie a questo lancio, oltre a riuscire a battere il tedesco Robert Harting interrompendo la sua lunga serie di vittorie, ha migliorato il record nazionale polacco ed è riuscito a raggiungere l'apice della classifica mondiale stagionale e la quinta posizione nella classifica mondiale di tutti i tempi.

## Record nazionali
Piotr Małachowski ha stabilito il record nazionale polacco di lancio del disco:
- Lancio del disco 71,84 m ( Hengelo 8 giugno 2013)

## Progressione

### Lancio del disco
| Stagione | Risultato | Luogo          | Data      | Rank. Mond. |
| -------- | --------- | -------------- | --------- | ----------- |
| 2014     | 69,28 m   | Halle          | 17-5-2014 | 1º          |
| 2013     | 71,84 m   | Hengelo        | 8-6-2013  | 1º          |
| 2012     | 68,94 m   | Halle          | 19-5-2012 | 2º          |
| 2011     | 68,49 m   | Stettino       | 25-6-2011 | 4º          |
| 2010     | 69,83 m   | Gateshead      | 10-7-2010 | 3º          |
| 2009     | 69,15 m   | Berlino        | 19-8-2009 | 4º          |
| 2008     | 68,65 m   | Sopot          | 27-7-2008 | 7º          |
| 2007     | 66,61 m   | Kaunas         | 25-7-2007 | 10º         |
| 2006     | 66,21 m   | Malaga         | 29-6-2006 | 13º         |
| 2005     | 64,74 m   | Biała Podlaska | 26-6-2005 | 24º         |
| 2004     | 62,40 m   | Cracovia       | 22-9-2004 | 58º         |
| 2003     | 57,83 m   | Varsavia       | 15-6-2003 | 136º        |
| 2002     | 56,84 m   | Białystok      | 3-5-2002  | 163º        |
| 2001     | 54,19 m   | Zielona Góra   | 19-5-2001 | 238º        |
| 2000     | 52,44 m   | Lubiana        | 23-9-2000 | -           |

## Palmarès
| Anno | Manifestazione           | Sede           | Evento           | Risultato      | Prestazione | Note                          |
| ---- | ------------------------ | -------------- | ---------------- | -------------- | ----------- | ----------------------------- |
| 2001 | Europei juniores         | Grosseto       | Lancio del disco | 5º             | 52,37 m     |                               |
| 2002 | Mondiali juniores        | Kingston       | Lancio del disco | 6º             | 60,46 m     | Miglior prestazione personale |
| 2003 | Europei under 23         | Bydgoszcz      | Lancio del disco | 9º             | 54,79 m     |                               |
| 2005 | Europei under 23         | Erfurt         | Lancio del disco | Argento        | 63,99 m     |                               |
| 2006 | Europei                  | Göteborg       | Lancio del disco | 6º             | 64,57 m     |                               |
| 2007 | Mondiali                 | Osaka          | Lancio del disco | 12º            | 60,77 m     |                               |
| 2007 | Giochi mondiali militari | Hyderabad      | Lancio del disco | Oro            | 65,78 m     | Record dei Giochi             |
| 2008 | Giochi olimpici          | Pechino        | Lancio del disco | Argento        | 67,82 m     |                               |
| 2009 | Mondiali militari        | Sofia          | Lancio del disco | Oro            | 64,94 m     |                               |
| 2009 | Mondiali                 | Berlino        | Lancio del disco | Argento        | 69,15 m     | Record nazionale              |
| 2010 | Europei                  | Barcellona     | Lancio del disco | Oro            | 68,87 m     | Record dei campionati         |
| 2011 | Mondiali                 | Taegu          | Lancio del disco | 9º             | 63,37 m     |                               |
| 2011 | Giochi mondiali militari | Rio de Janeiro | Lancio del disco | 10º            | 53,67 m     |                               |
| 2012 | Giochi olimpici          | Londra         | Lancio del disco | 5º             | 67,19 m     |                               |
| 2013 | Mondiali                 | Mosca          | Lancio del disco | Argento        | 68,36 m     |                               |
| 2014 | Europei                  | Zurigo         | Lancio del disco | 4º             | 63,54 m     |                               |
| 2015 | Mondiali                 | Pechino        | Lancio del disco | Oro            | 67,40 m     |                               |
| 2015 | Giochi mondiali militari | Mungyeong      | Lancio del disco | Argento        | 62,12 m     |                               |
| 2016 | Europei                  | Amsterdam      | Lancio del disco | Oro            | 67,06 m     |                               |
| 2016 | Giochi olimpici          | Rio de Janeiro | Lancio del disco | Argento        | 67,55 m     |                               |
| 2017 | Mondiali                 | Londra         | Lancio del disco | 5º             | 65,24 m     |                               |
| 2018 | Europei                  | Berlino        | Lancio del disco | Qualificazione | nm          |                               |
| 2019 | Mondiali                 | Doha           | Lancio del disco | 17º (q)        | 62,20 m     |                               |
| 2021 | Giochi olimpici          | Tokyo          | Lancio del disco | 15º (q)        | 62,68 m     |                               |

## Campionati nazionali
- 11 volte campione nazionale nel lancio del disco (2005/2010, 2012/2016)

2001
- 8º ai Campionati nazionali polacchi, lancio del disco - 50,01 m

2003
- 4º ai Campionati nazionali polacchi, lancio del disco - 54,12 m

2004
- Bronzo ai Campionati nazionali polacchi, lancio del disco - 59,64 m

2005
- Oro ai Campionati nazionali polacchi, lancio del disco - 64,74 m

2006
- Oro ai Campionati nazionali polacchi, lancio del disco - 64,82 m

2007
- Oro ai Campionati nazionali polacchi, lancio del disco - 63,16 m

2008
- Oro ai Campionati nazionali polacchi, lancio del disco - 65,29 m

2009
- Oro ai Campionati nazionali polacchi, lancio del disco - 64,15 m

2010
- Oro ai Campionati nazionali polacchi, lancio del disco - 67,48 m

2011
- Argento ai Campionati nazionali polacchi, lancio del disco - 63,21 m

2012
- Oro ai Campionati nazionali polacchi, lancio del disco - 66,89 m

2013
- Oro ai Campionati nazionali polacchi, lancio del disco - 66,87 m

2014
- Oro ai Campionati nazionali polacchi, lancio del disco - 64,15 m

2015
- Oro ai Campionati nazionali polacchi, lancio del disco - 65,60 m

2016
- Oro ai Campionati nazionali polacchi, lancio del disco - 68,10 m

2017
- Argento ai Campionati nazionali polacchi, lancio del disco - 64,44 m

## Altre competizioni internazionali
2005
- Bronzo al Décanation ( Parigi), lancio del disco - 58,90 m

2006
- Oro in Coppa Europa invernale di lanci ( Tel Aviv), lancio del disco - 65,01 m
- 5º all'Athens Super Grand Prix ( Atene), lancio del disco - 64,88 m
- Oro in Coppa Europa ( Malaga), lancio del disco - 66,21 m
- 5º al Meeting de Atletismo Madrid ( Madrid), lancio del disco - 63,58 m
- Bronzo al Meeting di Tallinn ( Tallinn), lancio del disco - 65,57 m
- 6º alla World Athletics Final ( Stoccarda), lancio del disco - 62,50 m

2007
- Argento in Coppa Europa invernale di lanci ( Jalta), lancio del disco - 65,06 m
- Argento al Qatar IAAF World Super Tour ( Doha), lancio del disco - 64,32 m
- Bronzo ai Bislett Games ( Oslo), lancio del disco - 66,00 m
- Oro in Coppa Europa ( Monaco di Baviera), lancio del disco - 66,09 m
- 5º all'Athens Super Grand Prix ( Atene), lancio del disco - 65,78 m
- Bronzo alla World Athletics Final ( Stoccarda), lancio del disco - 65,35 m

2008
- Argento al Qatar Athletic Super Grand Prix ( Doha), lancio del disco - 66,26 m
- 5º all'ISTAF Berlin ( Berlino), lancio del disco - 65,24 m
- Bronzo in Coppa Europa ( Annecy), lancio del disco - 63,20 m
- Argento alla World Athletics Final ( Stoccarda), lancio del disco - 66,07 m
- Bronzo al ERGO Games ( Tallinn), lancio del disco - 63,30 m

2009
- Argento al ENEA Cup ( Bydgoszcz), lancio del disco - 66,02 m
- Argento all'ISTAF Berlin ( Berlino), lancio del disco - 67,70 m
- Oro agli Europei a squadre ( Leiria), lancio del disco - 66,24 m
- Bronzo al ERGO Games ( Tallinn), lancio del disco - 65,13 m
- Bronzo alla World Athletics Final ( Salonicco), lancio del disco - 65,60 m

2010
- Bronzo al Shanghai Golden Grand Prix ( Shanghai), lancio del disco - 68,66 m
- Oro al Golden Gala ( Roma), lancio del disco - 68,78 m
- Argento agli Europei a squadre ( Bergen), lancio del disco - 65,55 m
- Oro al Prefontaine Classic ( Eugene), lancio del disco - 67,66 m
- Oro all'Aviva British Grand Prix ( Gateshead), lancio del disco - 69,83 m
- Bronzo al Meeting Herculis ( Monaco), lancio del disco - 66,45 m
- 5º all'Aviva London Grand Prix ( Londra), lancio del disco - 65,10 m
- Argento al Weltklasse Zürich ( Zurigo), lancio del disco - 68,48 m
- 4º in Coppa continentale ( Spalato), lancio del disco - 64,20 m
- Vincitore della Diamond League nella specialità del lancio del disco (18 punti)

2011
- 5º al Doha Diamond League ( Doha), lancio del disco - 63,59 m
- Oro al 12º Ludvik Danek Memorial ( Turnov), lancio del disco - 64,51 m
- Bronzo agli FBK-games ( Hengelo), lancio del disco - 65,25 m
- Bronzo al Prefontaine Classic ( Eugene), lancio del disco - 65,95 m
- Bronzo agli Europei a squadre ( Stoccolma), lancio del disco - 61,66 m
- Argento al Meeting Areva ( Parigi), lancio del disco - 67,26 m
- Argento al DN Galan ( Stoccolma), lancio del disco - 64,96 m
- 5º al Weltklasse Zürich ( Zurigo), lancio del disco - 64,49 m
- 6º al Meeting ISTAF ( Berlino), lancio del disco - 62,35 m
- Bronzo al Kamila Skolimowsca Memorial ( Varsavia), lancio del disco - 63,93 m

2012
- Oro al Doha Diamond League ( Doha), lancio del disco - 67,53 m
- Oro al 13º Ludvik Danek Memorial ( Turnov), lancio del disco - 67,37 m
- 4º al Golden Gala ( Roma), lancio del disco - 64,96 m
- 9º al Athletissima ( Losanna), lancio del disco - 61,17 m
- 5º al Aviva Birmingham Grand Prix ( Birmingham), lancio del disco - 63,41 m
- Bronzo al Meeting ISTAF ( Berlino), lancio del disco - 66,17 m

2013
- Oro al Shanghai Golden Grand Prix 2013 ( Shanghai), lancio del disco - 67,34 m
- Oro al 14º Ludvik Danek Memorial ( Turnov), lancio del disco - 65,98 m
- Argento al Prefontaine Classic ( Eugene), lancio del disco - 68,19 m
- Oro agli FBK-games ( Hengelo), lancio del disco - 71,84 m
- Oro al Janusz Kusocinski Memorial ( Stettino), lancio del disco - 66,66 m
- 4º agli Europei a squadre ( Gateshead), lancio del disco - 59,68 m
- 5ª in Golden Spike Ostrava ( Ostrava), lancio del disco - 66,95 m
- Oro al Sainsbury's Anniversary Games ( Londra), lancio del disco - 67,35 m
- Oro al DN Galan ( Stoccolma), lancio del disco - 65,86 m
- 7º al Weltklasse Zürich ( Zurigo), lancio del disco - 63,70 m
- 4º al Meeting ISTAF ( Berlino), lancio del disco - 64,89 m

2014
- Oro al Doha Diamond League ( Doha), lancio del disco - 66,72 m
- Oro al Hallesche Halplus Werfertage ( Halle), lancio del disco - 69,28 m
- Oro al Ludvik Danek Memorial ( Turnov), lancio del disco - 67,26 m
- Argento al Golden Gala ( Roma), lancio del disco - 65,86 m
- Argento all'IWC Meeting ( Hengelo), lancio del disco - 67,07 m
- 4º al Meeting Anhalt ( Dessau), lancio del disco - 63,23 m
- Argento all'Adidas Grand Prix ( New York), lancio del disco - 65,45 m
- Argento agli Europei a squadre ( Braunschweig), lancio del disco - 65,35 m
- Oro all'Athletissima ( Losanna), lancio del disco - 66,63 m
- Oro al Meeting Herculis ( Monaco), lancio del disco - 65,84 m
- Argento al British Grand Prix ( Birmingham), lancio del disco - 64,98 m
- Bronzo al Meeting ISTAF ( Berlino), lancio del disco - 64,87 m
- Argento al Memorial Van Damme ( Bruxelles), lancio del disco - 67,35 m
- Vincitore della Diamond League nella specialità del lancio del disco (22 punti)

2015
- Oro al Shanghai Golden Grand Prix 2015 ( Shanghai), lancio del disco - 64,65 m
- Oro agli FBK-Games ( Hengelo), lancio del disco - 65,87 m
- Oro al Prefontaine Classic ( Eugene), lancio del disco - 65,59 m
- Bronzo all'ExxonMobil Bislett Games ( Oslo), lancio del disco - 62,32 m
- Vincitore della Diamond League nella specialità del lancio del disco (21 punti)

2016
- Vincitore della Diamond League nella specialità del lancio del disco (54 punti)

2019
- Campionati europei a squadre di atletica leggera ( Bydgoszcz)
- Oro agli Europei a squadre ( Bydgoszcz), lancio del disco - 63,02 m